# Ремулада
Ремуладата (на френски език: remoulade или rémoulade) е вид студен сос, сходен по приложение с кетчупа, майонезата и горчицата, който произлиза от Франция, но е популярен и в редица други европейски страни като Белгия, Дания и Нидерландия. Използва се основно като топинг за рибени ястия, хотдог, сандвичи, дори и пържени картофи.

## Необходими продукти и начин на приготвяне
За приготвянето на ремуладата съществуват множество рецепти, които варират на регионално ниво. Класическата датска рецепта, например, изисква използването на ситно нарязана туршия със сладък вкус (например кисели краставички), която се изстисква внимателно с цел да се отдели от нея излишното количество вода, готова майонеза, горчица и захар. Всичките съставки се разбъркват до получаването на еднородна смес и се оставят да престоят в хладилник няколко часа, преди ремуладата да стане годна за употреба.

## Употреба
Ремуладата е изключително популярна във Франция и Белгия, както и в Скандинавските страни (най-вече в Дания, Исландия и Фарьорските острови). Освен че се използва като сос за гарниране на сандвичи и печено телешко месо, сосът намира най-различни приложения в отделните страни:
- във Франция и в Белгия се използва най-често с пържени картофи;
- в Дания се използва за приготвянето на традиционния отворен сандвич с телешко (на датски език: smørrebrød), като гарнитура за риба, филетирано месо, хотдог и др.[2], датската ремулада се ползва с особена популярност като вносен продукт в Швеция и Германия;
- в Нидерландия се използва с риба;
- в Германия освен с риба, се използва и като съставка за приготвянето на картофени салати;
- в Луизиана се използва с най-различни зеленчуци.